# لوله عایق‌بندی‌شده

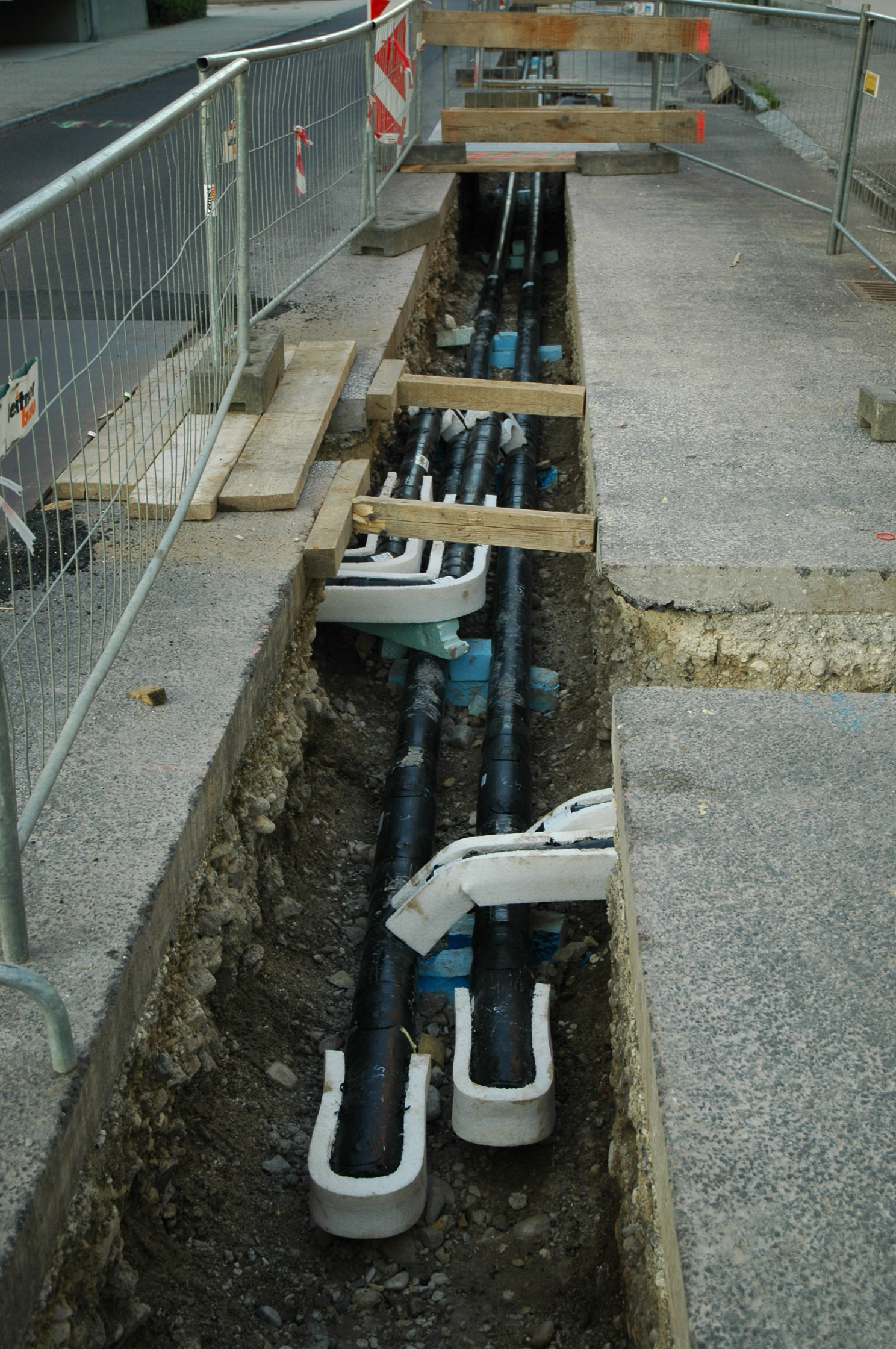
خط لوله گرمایش ناحیه‌ای -اتریش پایین

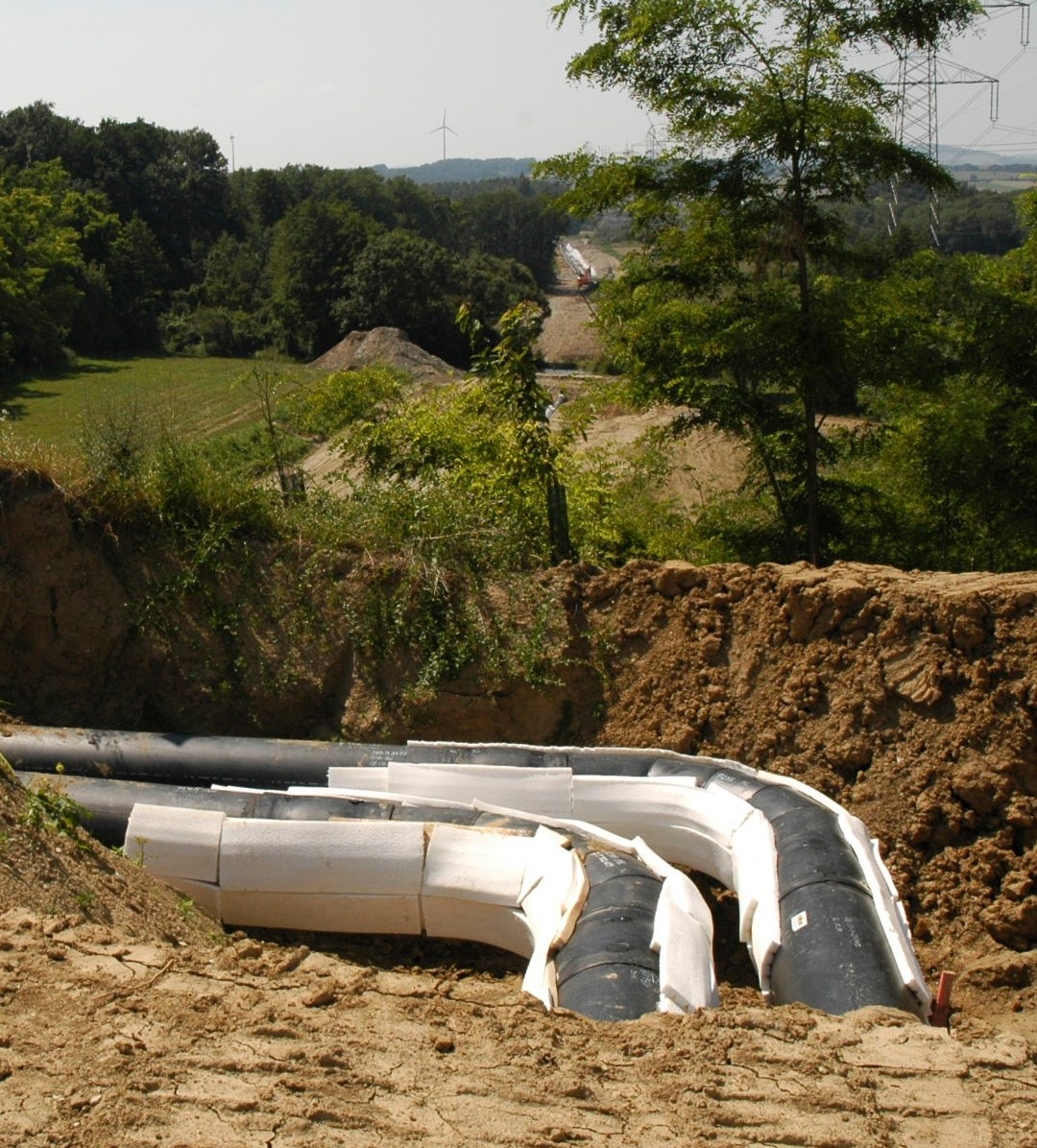
زانویی با پدهای فومی خط لوله گرمایش ناحیه‌ای با قطر لوله فولادی ۴۰۰ میلی‌متر -اتریش پایین

لوله‌های عایق‌بندی‌شده (که به آنها لوله‌های پیش‌عایق یا لوله پیوندی نیز گفته می‌شود) به‌طور گسترده برای گرمایش ناحیه‌ای و تأمین آب گرم در اروپا استفاده می‌شود. این نوع لوله‌ها از یک لوله فولادی، یک لایه عایق و یک پوشش بیرونی تشکیل‌شده‌اند. هدف اصلی استفاده از چنین لوله‌هایی حفظ دمای سیال در لوله‌ها است. یکی از کاربردهای رایج آن تأمین آب گرم از نیروگاه‌های گرمایش ناحیه‌ای است. لوله‌های تک‌عایق بیشتر مورد استفاده قرارمی‌گیرند، اما اخیراً در اروپا استفاده از لوله‌های دوعایقی در یک پوشش نیز رایج شده‌است. با استفاده از تکیه‌گاه‌های عایق لوله، از انتقال مستقیم گرما بین لوله‌ها و تکیه گاه‌های آنها جلوگیری می‌شود.
ماده عایق معمولاً فوم پلی اورتان یا مشابه آن با ضریب رسانش گرمایی k=0.033-0.024 W/mK (رسانایی گرمایی) است. پوشش بیرونی معمولاً پلی اتیلن با چگالی بالا (HDPE) است. تولید لوله‌های پیش‌عایق برای گرمایش ناحیه‌ای در اتحادیه اروپا توسط استاندارد EN253 تنظیم می‌شود. طبق EN253:2003، لوله‌ها باید برای کار در دمای ثابت ۱۳۰ درجه سلسیوس (۲۶۶ درجه فارنهایت) تولیدشوند و به‌مدت ۳۰ سال، رسانش گرمایی را کمتر یا مساوی 0.033 W/mK نگه‌دارند. ضخامت عایق‌ها نیز در سه سطح موجود است.
خطوط لوله عایق‌بندی‌شده معمولاً از لوله‌های ۶ متر (۲۰ فوت) , ۱۲ متر (۳۹ فوت)، یا ۱۶ متر (۵۲ فوت) در طول، در زیر زمین در عمق ۰٫۴–۱٫۰ متر (۱ فوت ۴ اینچ–۳ فوت ۳ اینچ) است. عمر کارآمد شبکه‌های خطوط لوله گرمایش ناحیه‌ای بین ۲۵ تا ۳۰ سال تخمین زده می‌شود که پس از آن باید با لوله‌های جدید جایگزین شوند.
عایق الکتریکی ممکن است برای لوله‌های فلزی برای جلوگیری از خوردگی استفاده‌شود.